# Richard Lamm
Richard Douglas "Dick" Lamm, född 3 augusti 1935 i Madison, Wisconsin, död 29 juli 2021 i Denver, Colorado, var en amerikansk politiker. Han var guvernör i delstaten Colorado 1975–1987.
Lamm utexaminerades 1957 från University of Wisconsin-Madison. Han tjänstgjorde sedan i USA:s armé. Han avlade 1961 juristexamen vid University of California. Han undervisade i juridik vid University of Denver 1969-1974.
Som demokratisk delstatspolitiker ledde Lamm rörelsen mot att Olympiska vinterspelen 1976 skulle hållas i Denver. Beslutet hade redan fattats att vinter-OS skulle hållas i Denver men motståndarna lyckades med att minska finansieringen så pass mycket att Denver hoppade av som olympisk värd.
Lamm besegrade ämbetsinnehavaren John David Vanderhoof i guvernörsvalet i Colorado 1974. Han omvaldes 1978 och 1982. Han efterträddes 1987 som guvernör av Roy Romer.
Lamm skrev romanen 1988 (1985) medan han ännu var guvernör. Romanen handlar om en populistisk guvernör som bestämmer sig för att kandidera i ett amerikanskt presidentval för ett tredje parti.
Lamm ville själv bli nominerad som Reform Partys kandidat i presidentvalet i USA 1996. Han förklarade att han hade lämnat demokraterna på grund av meningsskiljaktigheter i hälsovårdsfrågan. Reform Party nominerade Ross Perot som fick 8,4 % av rösterna.